# Tatum (Texas)
Pour les articles homonymes, voir Tatum.
Tatum est une ville située en limite des comtés de Panola et de Rusk, au Texas, aux États-Unis,. Elle est fondée dans les années 1840, par Albert Tatum et sa seconde femme, Mary C. (Rippetoe) Tatum.

## Démographie
Lors du recensement de 2010, la ville comptait une population de 1 385 habitants. Elle est estimée, en 2016, à 1 369 habitants.

### Source de la traduction
- (en) Cet article est partiellement ou en totalité issu de l’article de Wikipédia en anglais intitulé « Tatum, Texas » (voir la liste des auteurs).